# Rhododendron lulangense
Rhododendron lulangense är en ljungväxtart som beskrevs av L.C. Hu och Tateishi. Rhododendron lulangense ingår i släktet rododendron, och familjen ljungväxter. Inga underarter finns listade i Catalogue of Life.